# Storvreta kapell
Storvreta kapell är en kyrkobyggnad i Storvreta i Uppsala stift. Den hör till Ärentuna församling som ingår i Vattholma pastorat. Kapellet och kyrksalen är två successiva utbyggnader till församlingshemmet i Storvreta som inrymmer pastorsexpedition och kansli för Vattholma pastorat. Byggnadskomplexet ligger strax väster om Fyrisån omkring en mil norr om Uppsala.

## Kapellet
Kapellet uppfördes 1979 efter ritningar av arkitekt Rolf Bergh. Den 9 september samma år förrättades invigningen av domprosten Clarence Nilsson. Byggnaden har en rund planform och ett brant tak som är klätt med zinkplåt. Väggarna är täckta utvändigt och invändigt med slammad kalk. Kyrkorummets golv är belagt med klinker. In i kapellet kommer man genom församlingshemmet. Genom en vikvägg på västra sidan kan man förena kyrkorummet med en större samlingssal.

## Kyrksalen
2023 beslutades det att en ny, större kyrksal skulle byggas vilket påbörjades samma höst. Den nya kyrksalen rymmer cirka 200 sittplatser och byggdes i anslutning till den motsatta delen av församlingsgården från kapellet. Den färdigställdes 2024 och invigdes på pingstdagen 19 maj av biskopen av Uppsala stift, Karin Johannesson. Det blev då den första nybyggda kyrkan inom Svenska Kyrkan på närmare ett årtionde. Då tillkom en orgel, ny inredning, inventarier och kyrkklockor som stöptes av Skånes klockgjuteri. Bland annat skänktes en bibel av Svenska Bibelsällskapet och en vas av ortens frikyrka, Lyckebokyrkan.

## Inventarier (kapellet)
- Nära ingången till sakristian finns en elektronisk orgel med 36 stämmor, två manualer och pedal. Orgeln är av det nederländska fabrikatet Johannus och är inköpt 1993.
- Altare, ambo, dopfunt, två pallar samt åtta knäfall som kan formas till en altarring är tillverkade och skänkta av Karl-Erik Pettersson.
- Kyrksilvret, bestående av nattvardskärl, paten, oblatskrin, vinkanna, en vas, är formgivet av Eric Löfman och tillverkat av Markströms i Uppsala.
- Kapellet har fyra mässhakar med tillhörande stolor och nattvardstextilier som är levererade av Birgitta Hollmer i Uppsala.

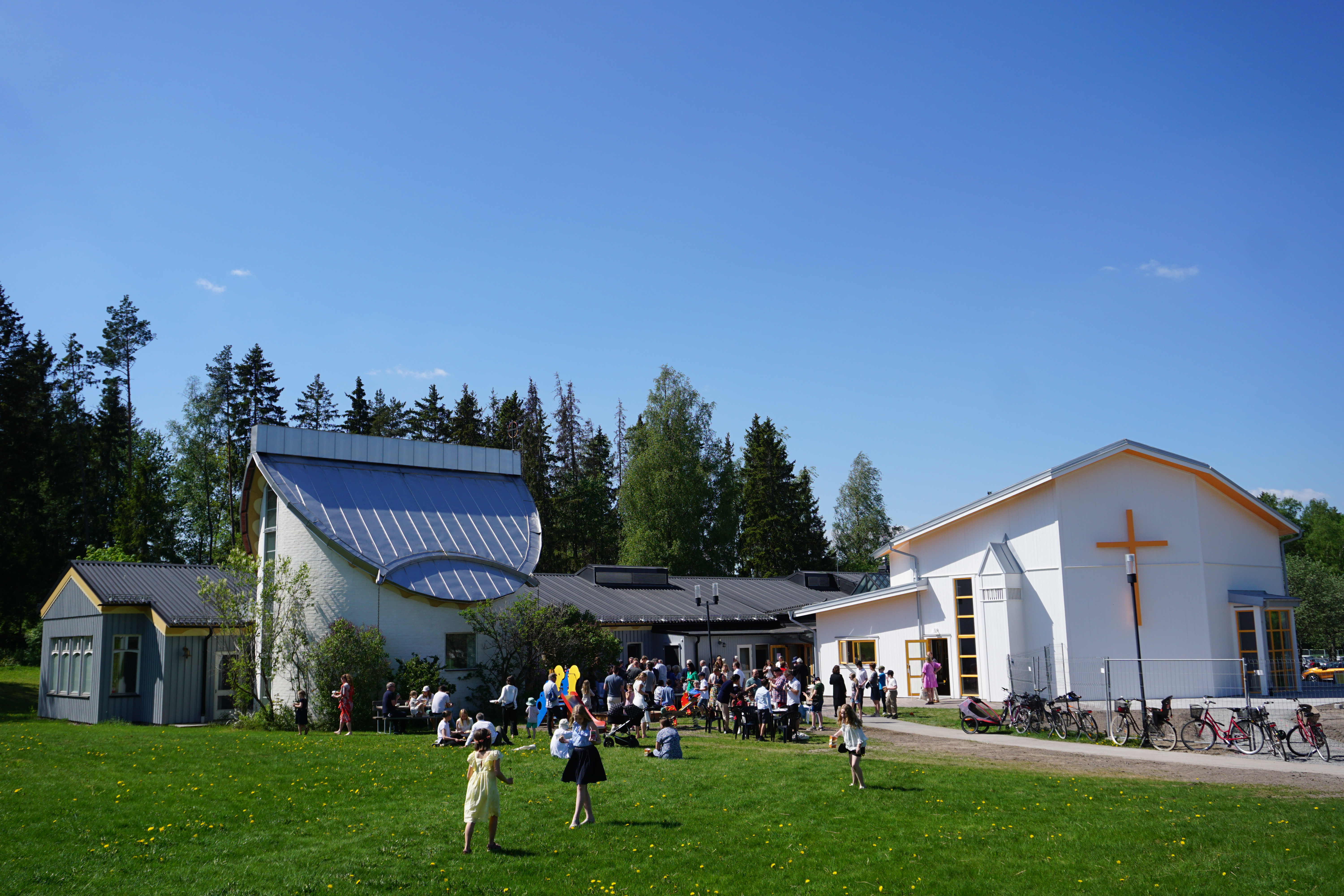
Storvreta Församlingsgård på invigningsdagen, med kapellet till vänster och kyrksalen till höger

## Bildgalleri

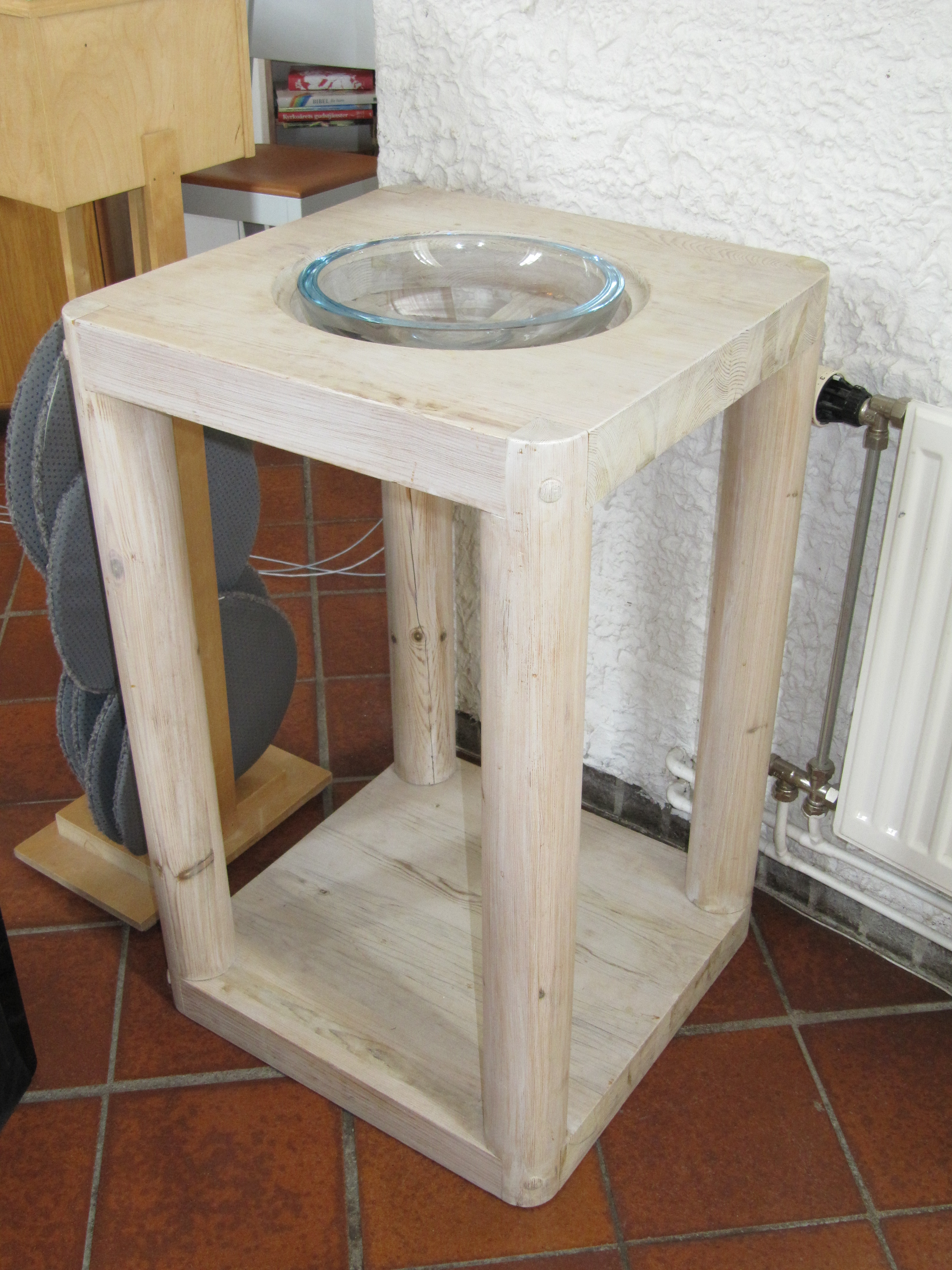
Dopfunt
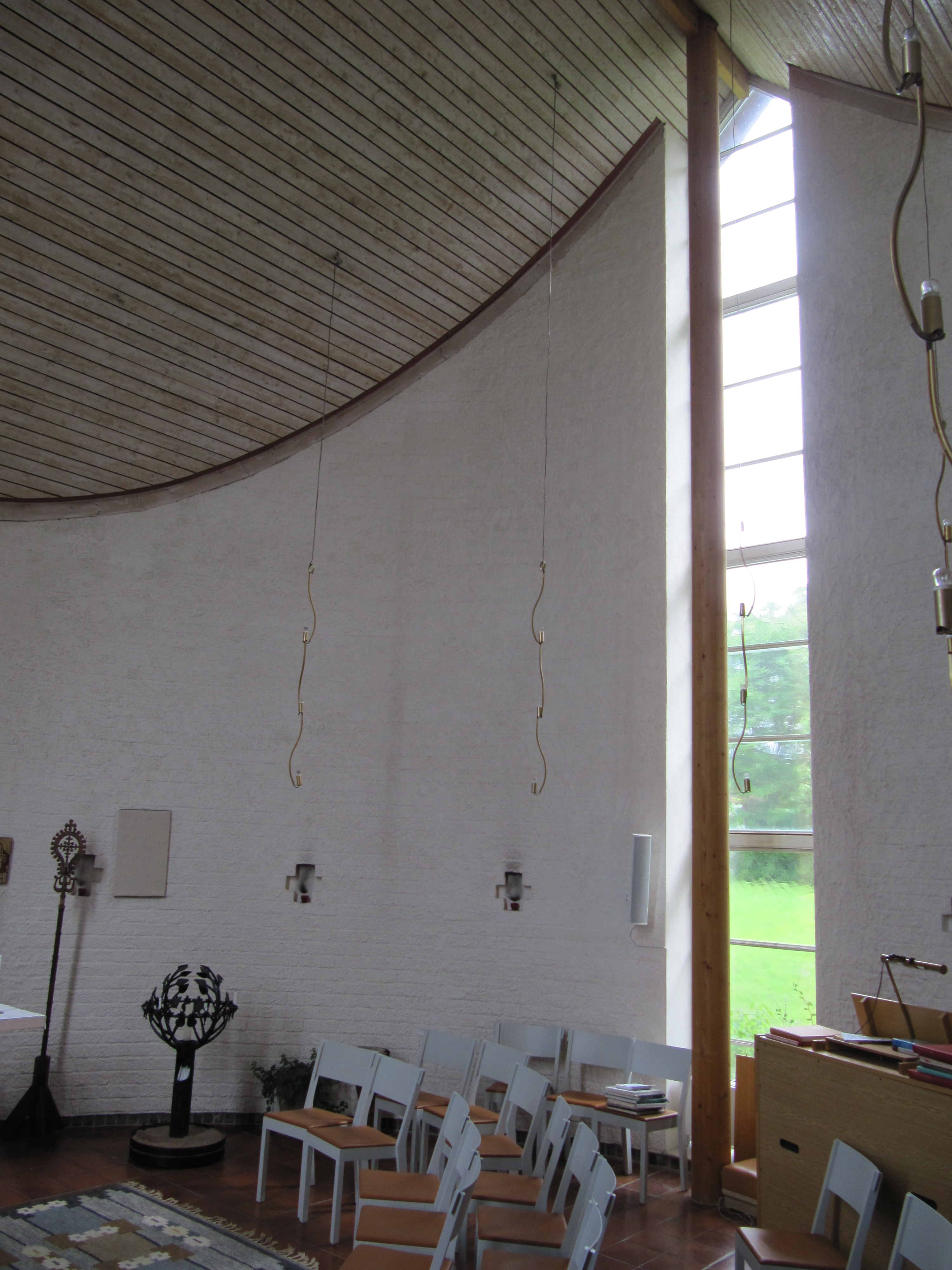
Kyrkfönster mot söder
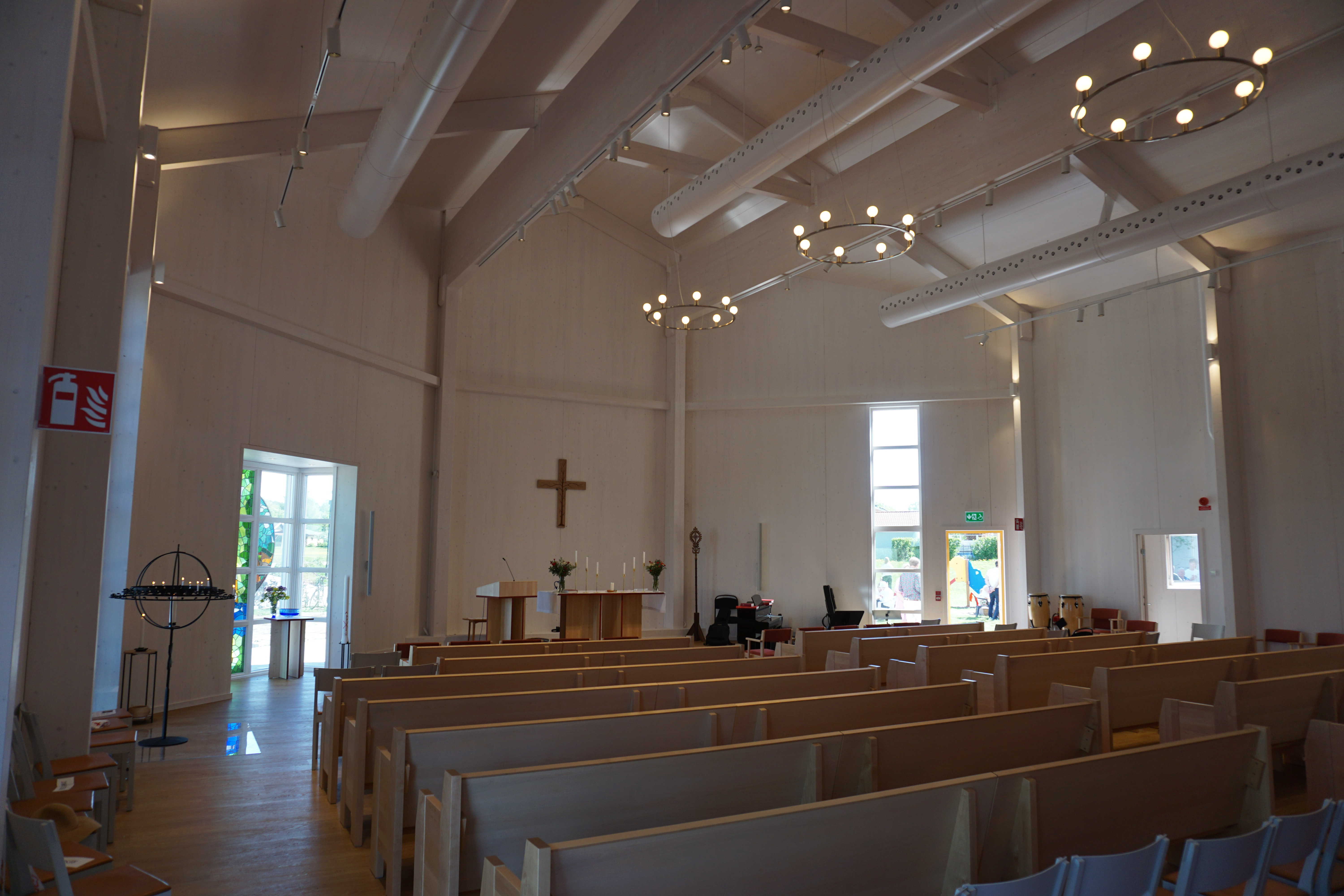
Koret i kyrksalen
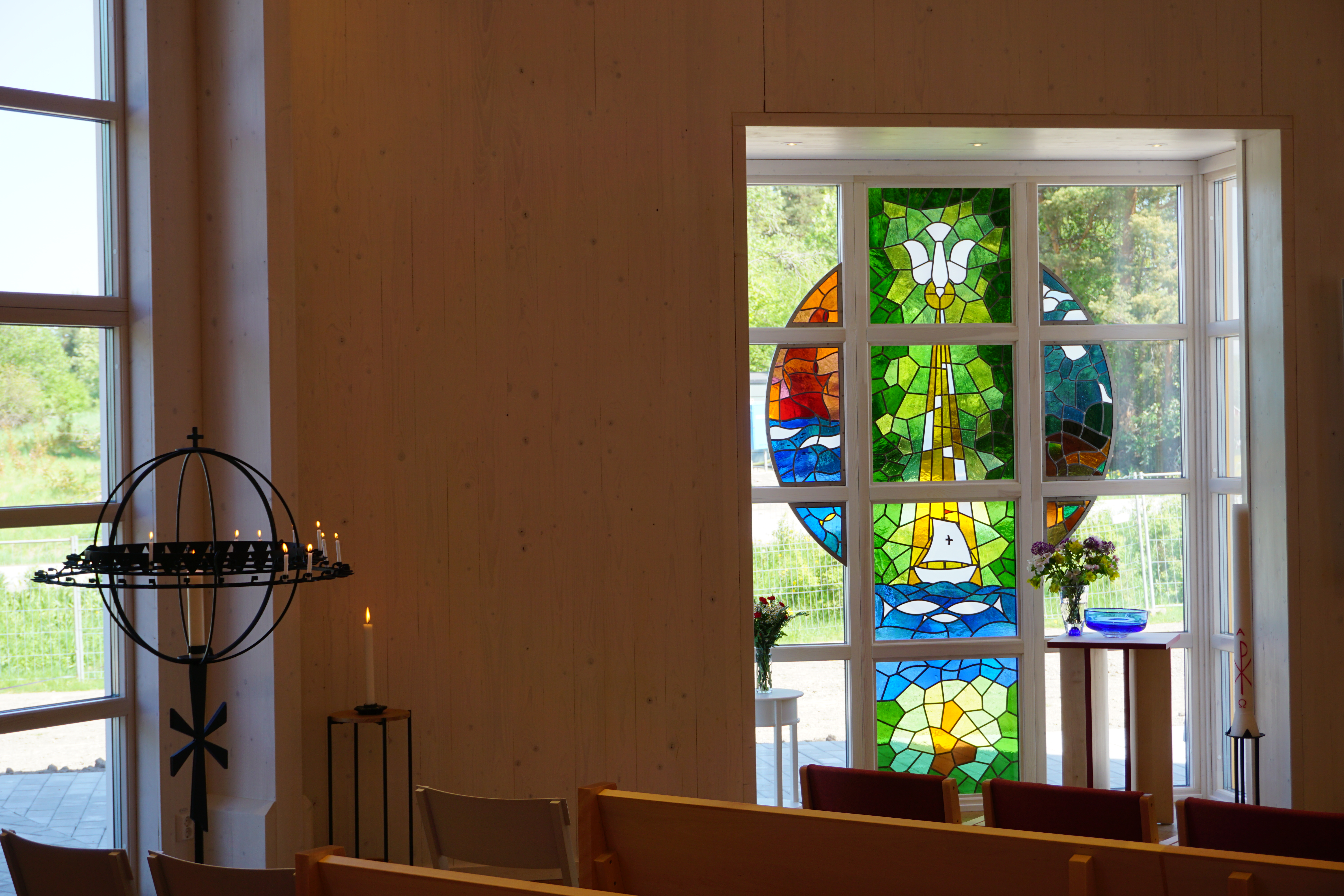
Detaljer, interiör kyrksalen
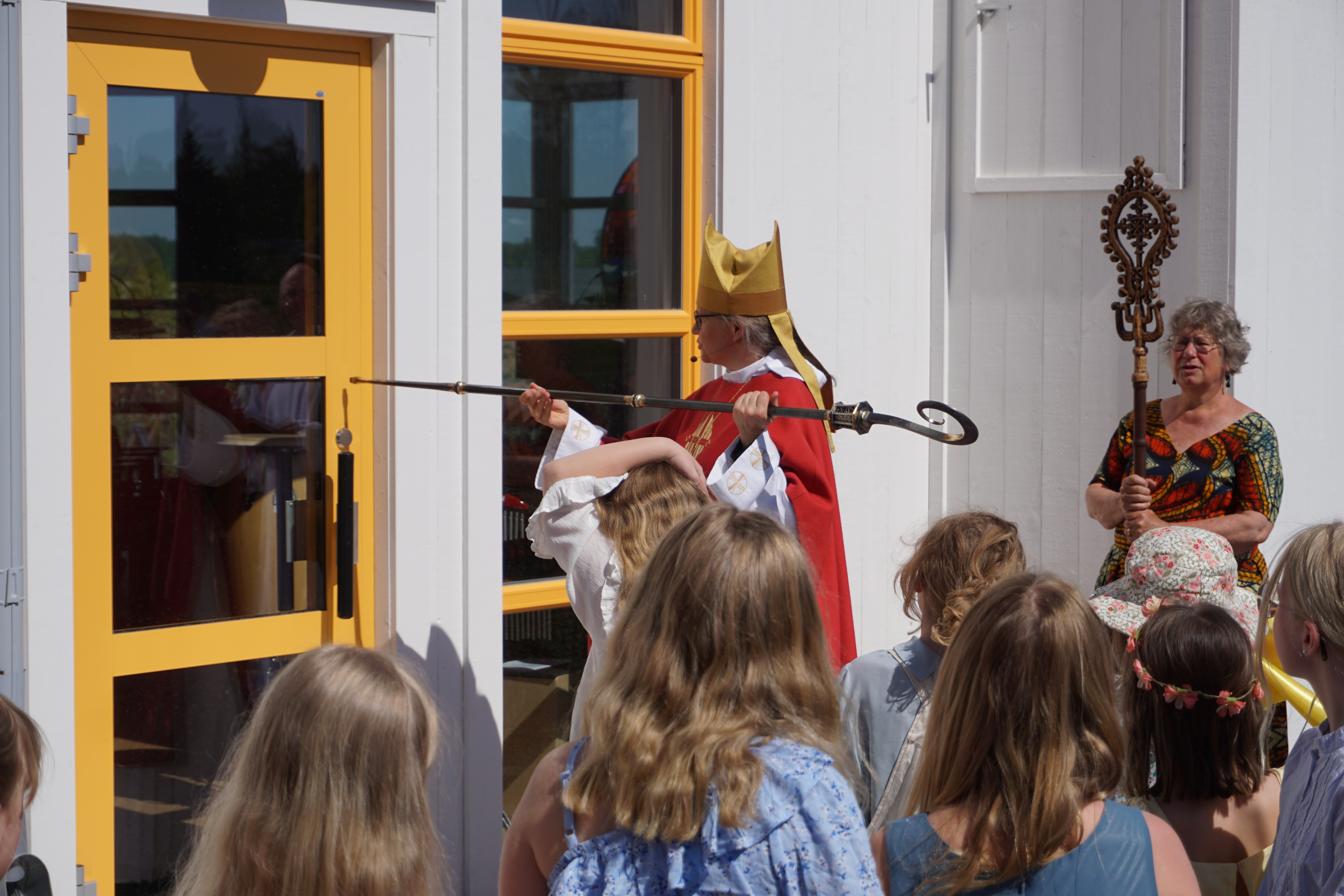
Biskop Karin Johannesson inviger kyrksalen genom att traditionsenligt knacka på porten tre gånger, i faderns, sonens och den helige andes namn
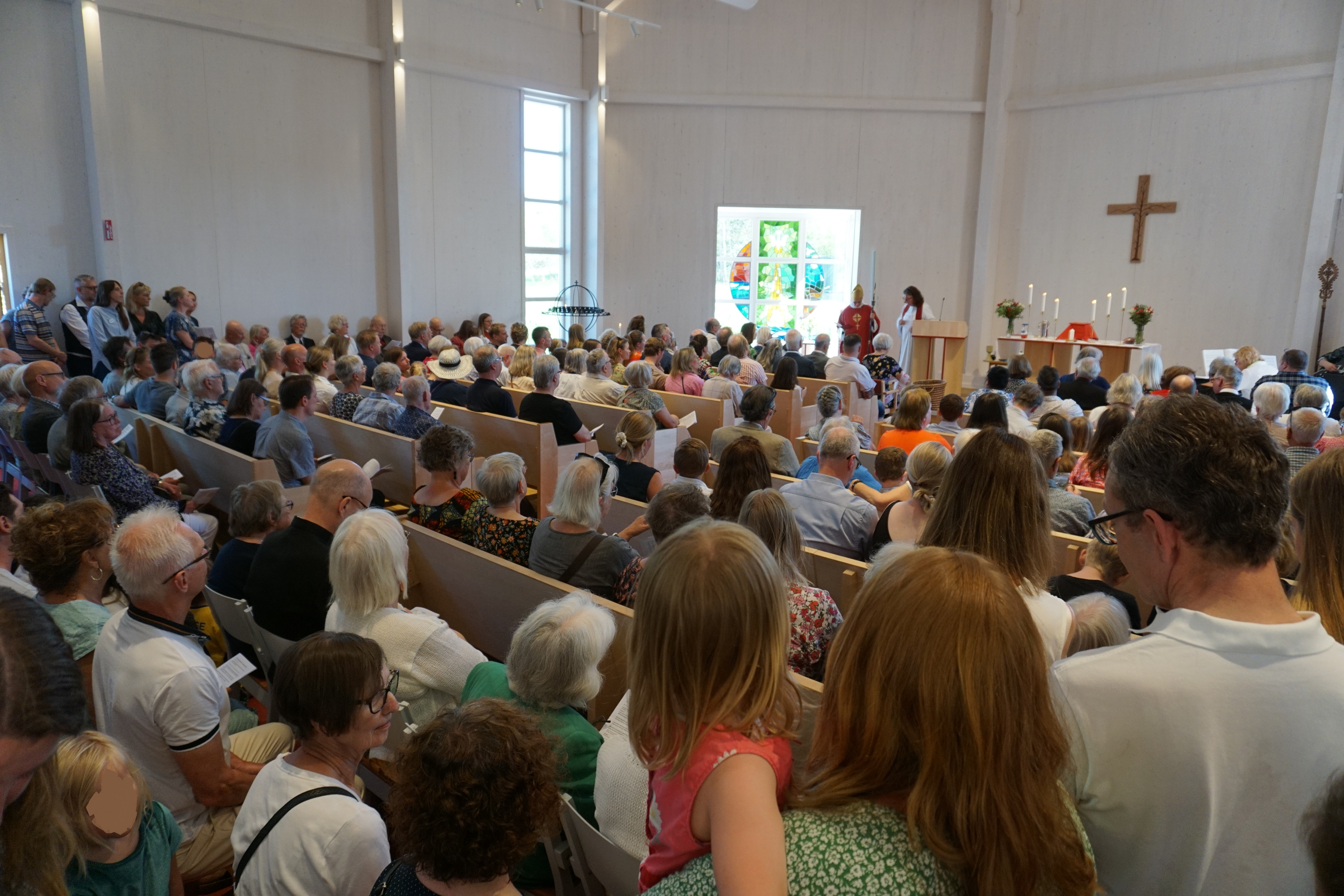
Församlingen strax innan invigningsmässan inleds på pingstdagen 2024

### Webbkällor
- Vattholma pastorat
- byggnadspresentation